# Maligo
El maligo és una llengua parlada a Angola per 2.233 persones. El seu codi ISO 639-3 és mwj.